# زمان نشست

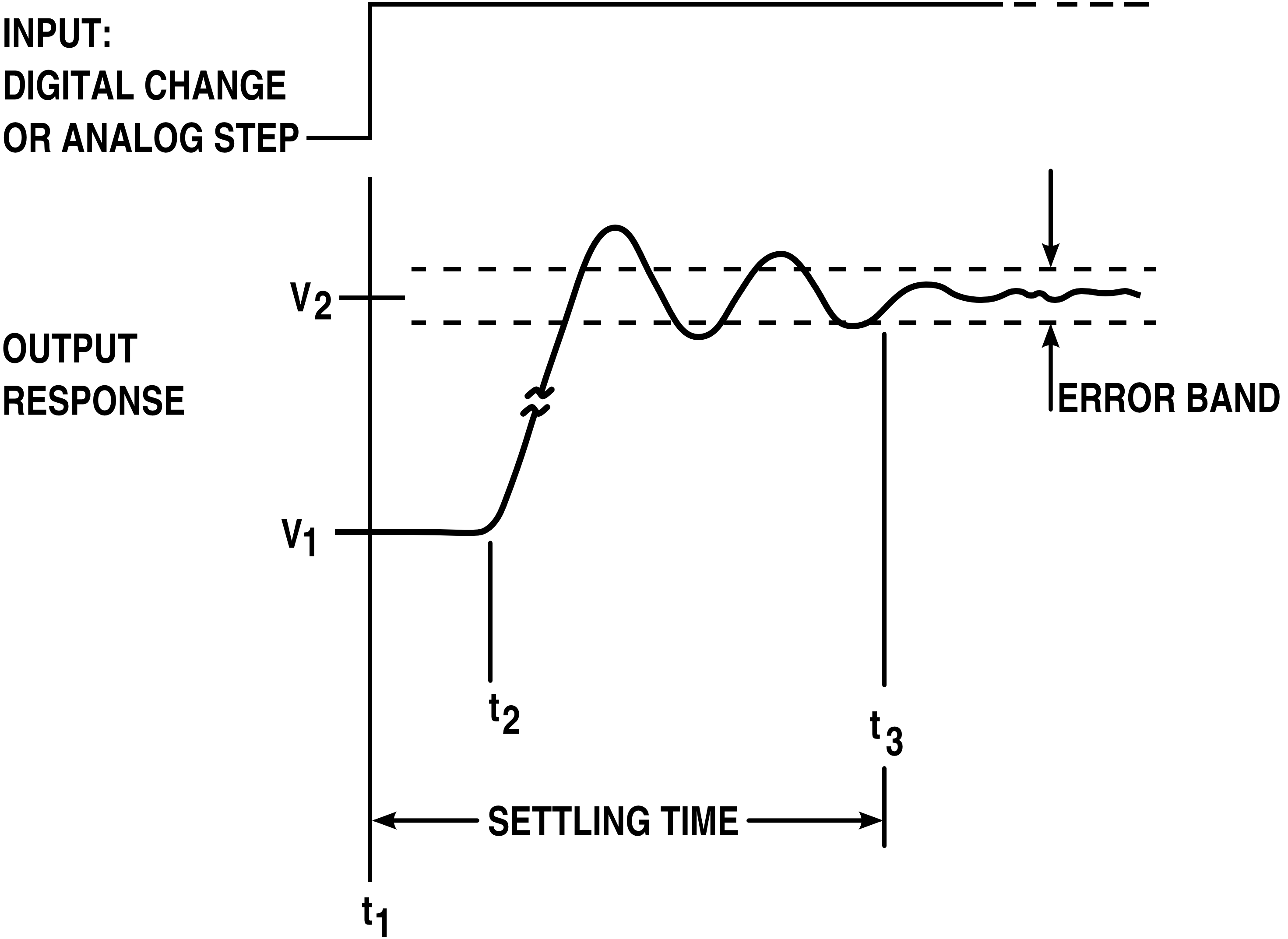
زمان نشست لازم برای رسیدن خروجی و باقی ماندن آن در یک محدوده خطای معین به‌دنبال محرک ورودی است.

در نظریه کنترل، زمان نشست (به انگلیسی: settling time) یک سامانه دینامیکی مانند تقویت‌کننده یا سایر دستگاه‌های خروجی، زمان سپری شده از اعمال یک ورودی پله‌ای لحظه‌ای ایده‌آل تا زمانی است که در آن خروجی تقویت‌کننده واردشده و در یک محدوده خطای مشخص باقی ماند.
زمان نشست شامل یک تأخیر انتشار، به اضافه زمان لازم برای چرخش خروجی به نزدیکی مقدار نهایی، بازیابی از شرایط اضافه بار مرتبط با نرخ‌چرخش، و درنهایت ماندن با خطای مشخص شده است.
سامانه‌های دارای ذخیره‌سازی انرژی نمی‌توانند فوراً پاسخ دهند و هنگامی که در معرض ورودی یا اغتشاش قرار می‌گیرند، پاسخ‌های گذرا نشان می‌دهند.

## تعریف
تای، ماریلس و مُور (۱۹۹۸) زمان نشست را به عنوان "زمان مورد نیاز برای رسیدن منحنی پاسخ و ماندن در محدوده ای از درصد معین (معمولاً ۵٪ یا ۲٪) از مقدار نهایی تعریف کردند.

## جزئیات ریاضی
زمان نشست به پاسخ سیستم و فرکانس طبیعی بستگی دارد.
یک فرم کلی است {\displaystyle T_{s}=-{\frac {\ln({\text{tolerance fraction}}\times {\sqrt {1-\zeta ^{2}}})}{{\text{damping ratio}}\times {\text{natural freq}}}}}
زمان نشست برای سیستم مرتبه دوم، زیرمیرا که به پاسخ پله پاسخ می‌دهد می‌تواند تقریبی باشد اگر نسبت میرایی {\displaystyle \zeta \ll 1} توسط {\displaystyle T_{s}=-{\frac {\ln({\text{tolerance fraction}})}{{\text{damping ratio}}\times {\text{natural freq}}}}}
بنابراین، اگر نسبت میرایی {\displaystyle \zeta \ll 1} ، زمان نشست در داخل ۰٫۰۲ = %۲ برابر است با: {\displaystyle T_{s}=-{\frac {\ln(0.02)}{\zeta \omega _{n}}}\approx {\frac {3.9}{\zeta \omega _{n}}}}